# Elecciones presidenciales de Filipinas de 2022
Las elecciones presidenciales y vicepresidenciales de Filipinas de 2022 estuvieron programadas para el lunes 9 de mayo de ese año, en el mismo día se realizaron las elecciones a la Cámara de representantes y las elecciones al Senado. Esta fue la decimoséptima elección presidencial directa y la decimosexta elección vicepresidencial en Filipinas desde 1935, y la séptima elección sextenal presidencial y vicepresidencial desde 1986.
El actual presidente Rodrigo Duterte no se puede presentar para la reelección ya que está limitado a un solo mandato, según la Constitución de Filipinas de 1987. Los cargos de presidente y vicepresidente se eligen por separado; los dos candidatos ganadores podrían provenir de diferentes partidos políticos.

## Antecedentes

### Elecciones anteriores

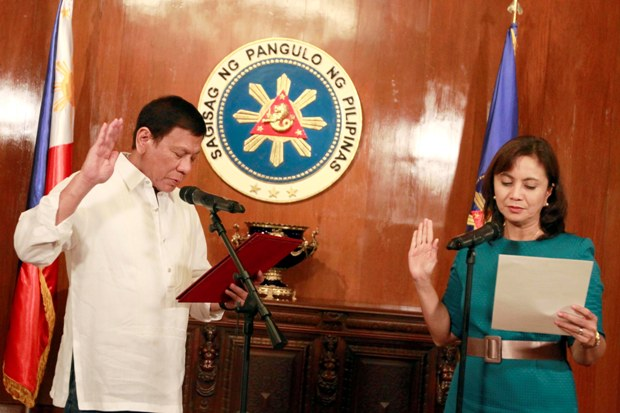
El presidente Rodrigo Duterte administra juramento a la vicepresidenta Leni Robredo, durante su toma de posesión como Secretaria del Consejo Coordinador de Vivienda y Desarrollo Urbano (HUDCC) en el Palacio de Malacañán

En las elecciones presidenciales y vicepresidenciales de 2016, el alcalde de la ciudad de Dávao, Rodrigo Duterte del Partido Democrático Filipino-Poder Popular ganó la presidencia contra otros cuatro candidatos, mientras que la congresista Leni Robredo del Partido Liberal obtuvo la vicepresidencia, contra el senador Bongbong Marcos y otros cuatro candidatos en la elección vicepresidencial. Marcos no aceptó los resultados y puso el resultado bajo protesta en el Tribunal Presidencial Electoral.
Sobre la protesta electoral de Marcos contra Robredo, el Tribunal Presidencial Electoral publicó en octubre de 2019 el informe sobre las provincias de Camarines Sur, Iloilo y Negros Oriental, y mostró que Robredo aumentó su ventaja en 15,742 votos. El tribunal votó para diferir la decisión sobre la protesta y en cambio, procedió con la petición de Marcos de anular los votos de la Región Autónoma en Mindanao Musulmán (ARMM), provincias de Basilan, Lanao del Sur y Maguindanao. Quienes discreparon de la decisión dijeron que la protesta debería haber sido desestimada, ya que Marcos no pudo recuperar los votos de 3 provincias, citando las reglas del tribunal; fueron desestimados cuando los demás dijeron que también debía resolverse el alegato de Marcos a las provincias del ARMM.

### Pandemia de COVID-19
Durante la pandemia de COVID-19 en Filipinas, el gobierno fue criticado por su manejo de la crisis de salud. El primer caso en Filipinas fue identificado el 30 de enero de 2020 e involucró a una mujer china de 38 años que fue internada en el Hospital San Lázaro en Metro Manila. El 1 de febrero, se registró el primer fallecido, de un ciudadano chino que resultó positivo para el virus, lo que convirtió a Filipinas en el primer país fuera de China (lugar de inicio de la pandemia) en registrar una muerte confirmada por la enfermedad.

## Sistema electoral
Según la Constitución de Filipinas de 1987, la elección de presidente y vicepresidente se lleva a cabo cada seis años después de 1992, el segundo lunes de mayo. El presidente en funciones tiene un mandato limitado. El vicepresidente titular puede postularse por dos mandatos consecutivos. El candidato con el mayor número de votos, tenga o no la mayoría, gana la presidencia. La elección de vicepresidente es independiente, se lleva a cabo con las mismas reglas y los votantes pueden dividir su boleto. Si dos o más candidatos obtienen la mayor cantidad de votos para cualquiera de los puestos, el Congreso elegirá entre ellos quien será presidente o vicepresidente, según sea el caso. Ambos ganadores cumplirán mandatos de seis años a partir del mediodía del 30 de junio de 2022 y finalizarán el mismo día, seis años después.

## Candidatos
La Comisión de Elecciones publicó una lista de candidatos a fines de octubre de 2021. La comisión finalizará la lista de candidatos que aparecería en la boleta electoral el 15 de diciembre de 2021. Para el 14 de diciembre, la comisión dijo que necesitarían dos semanas más para tener una lista final debido a casos sin resolver de varios candidatos. Se espera que la comisión imprima las boletas el 12 de enero de 2022.
Un total de 97 personas manifestaron su intención de postularse para la presidencia, mientras que 29 lo hicieron para la vicepresidencia. La comisión presentó una solicitud para descalificar a 82 personas que se postularon para la presidencia y 15 personas que se postularon para vicepresidente, debido a que su certificado de la candidatura fue rechazada.
La Comisión de Elecciones publicó la lista oficial de candidatos el 18 de enero de 2022. Algunos candidatos aún pueden ser descalificados pero aún aparecen en la boleta electoral. Esta lista se ordena por apellido del candidato presidencial.
| Candidato a presidente | Candidato a presidente | Candidato a presidente       | Candidato a presidente                            | Candidato a vicepresidente | Candidato a vicepresidente                                                                   | Candidato a vicepresidente | Candidato a vicepresidente                                          |
| Candidato y partido    | Candidato y partido | Candidato y partido          | Ocupación                                         | Candidato y partido        | Candidato y partido                                                                          | Candidato y partido        | Ocupación                                                           |
| ---------------------- | --- | ---------------------------- | ------------------------------------------------- | -------------------------- | -------------------------------------------------------------------------------------------- | -------------------------- | ------------------------------------------------------------------- |
|                        | [[File:Ernesto_Abella_-_2016_(cropped).jpg\|100px\|alt={{{Alt\|{{{descripción}}}]]                                                 | Ernesto Abella Independiente | Portavoz Presidencial (2016-2017)                 |                            |                                                                                              |                            |                                                                     |
|                        | [[File:Leody de Guzman filing his CoC 2021.jpg\|110px\|alt={{{Alt\|{{{descripción}}}]]                                             | Leodegario de Guzmán PLM     | Sindicalista                                      |                            | [[File:Walden.jpg\|100px\|alt={{{Alt\|{{{descripción}}}]]                                    | Walden Bello PLM           | Congresista de la Cámara de Representantes de Filipinas (2007-2015) |
|                        | [[File:NorbertoGonzales.jpg\|110px\|alt={{{Alt\|{{{descripción}}}]]                                                                | Norberto Gonzáles PSDF       | Secretario de Defensa Nacional (2007 / 2009-2010) |                            |                                                                                              |                            |                                                                     |
|                        | [[File:Sen. Panfilo M. Lacson (cropped).jpg\|80px\|alt={{{Alt\|{{{descripción}}}]]                                                 | Pánfilo Lacson Independiente | Senador de Filipinas (2001-2013 / desde 2016)     |                            | [[File:Tito Sotto III (cropped).jpg\|100px\|alt={{{Alt\|{{{descripción}}}]]                  | Tito Sotto NPC             | Presidente del Senado de Filipinas (desde 2018)                     |
|                        | [[File:PiliPinas Debates 2022 - 1st Presidential Debates - Faisal Mangondato (cropped).jpg\|100px\|alt={{{Alt\|{{{descripción}}}]] | Faisal Mangondato Katipunan  | Empresario                                        |                            |                                                                                              | Carlos Serapio Katipunan   | Abogado                                                             |
|                        | [[File:Bongbong_Marcos.jpg\|85px\|alt={{{Alt\|{{{descripción}}}]]                                                                  | Bongbong Marcos PFP          | Senador de Filipinas (2010-2016)                  |                            | [[File:Sara Duterte-Carpio in June 2019 (cropped).jpg\|80px\|alt={{{Alt\|{{{descripción}}}]] | Sara Duterte Lakas         | Alcaldesa de Dávao (desde 2016)                                     |
|                        | [[File:PiliPinas Debates 2022 - 1st Presidential Debates - Jose Montemayor (cropped).jpg\|100px\|alt={{{Alt\|{{{descripción}}}]]   | José Montemayor Jr. DPP      | Abogado y médico                                  |                            | [[File:Rizalito-david-comelec-debate.jpg\|100px\|alt={{{Alt\|{{{descripción}}}]]             | Rizalito David DPP         |                                                                     |
|                        | [[File:IskoMorenoOfficialPortrait.jpg\|100px\|alt={{{Alt\|{{{descripción}}}]]                                                      | Isko Moreno Aksyon           | Alcalde de Manila (desde 2019)                    |                            | [[File:Willie Ong, 2018.jpg\|80px\|alt={{{Alt\|{{{descripción}}}]]                           | Willie Ong Aksyon          | Médico y cardiólogo                                                 |
|                        | [[File:Pacquiao and Didal (cropped).jpg\|80px\|alt={{{Alt\|{{{descripción}}}]]                                                     | Manny Pacquiao PROMDI        | Senador de Filipinas (desde 2016)                 |                            | [[File:Rep. Lito Atienza, Jr (18th Congress PH).jpg\|80px\|alt={{{Alt\|{{{descripción}}}]]   | Lito Atienza PROMDI        | Vicepresidente de la Cámara de Representantes (desde 2020)          |
|                        | [[File:Leni Robredo Portrait.png\|80px\|alt={{{Alt\|{{{descripción}}}]]                                                            | Leni Robredo Independiente   | Vicepresidenta de Filipinas (desde 2016)          |                            | [[File:Senkikopangilinan.jpg\|100px\|alt={{{Alt\|{{{descripción}}}]]                         | Francis Pangilinan Liberal | Senador de Filipinas (2001-2013 / desde 2016)                       |
|                        | |                              |                                                   |                            | [[File:Manny-sd-lopez-comelec-debate.jpg\|100px\|alt={{{Alt\|{{{descripción}}}]]             | Manny SD López WPP         |                                                                     |

## Debates
Numerosas organizaciones han llevado a cabo debates para las elecciones presidenciales y vicepresidenciales de Filipinas de 2022. La Comisión Electoral (COMELEC) realizó cinco debates, tres de los cuales son para los candidatos a presidente y los otros dos para los candidatos a vicepresidente. Los candidatos no estén obligados a participar en los debates, sólo se les recomienda asistir.  El primer debate presidencial organizado por COMELEC se realizó el 19 de marzo de 2022, mientras que el debate vicepresidencial se realizó al día siguiente. Junto a los debates organizados por COMELEC, otros medios de comunicación también realizaron debates
| P Presente A Ausente NI No invitado |

### Presidenciales
| Fecha                  | Organizador            | Moderador                   | Candidatos             | Candidatos             | Candidatos             | Candidatos             | Candidatos                  | Candidatos             | Candidatos             | Candidatos             | Candidatos             | Candidatos             | Ref.                   |
| Fecha                  | Organizador            | Moderador                   | Ernesto Abella Ind.    | Leody de Guzmán PLM    | Norberto Gonzales PSDF | Pánfilo Lacson Ind.    | Faisal Mangondato Katipunan | Bongbong Marcos PFP    | Montemayor DPP         | Isko Moreno Aksyon     | Manny Pacquiao PROMDI  | Leni Robredo Ind.      | Ref.                   |
| PiliPinas Debates 2022 | PiliPinas Debates 2022 | PiliPinas Debates 2022      | PiliPinas Debates 2022 | PiliPinas Debates 2022 | PiliPinas Debates 2022 | PiliPinas Debates 2022 | PiliPinas Debates 2022      | PiliPinas Debates 2022 | PiliPinas Debates 2022 | PiliPinas Debates 2022 | PiliPinas Debates 2022 | PiliPinas Debates 2022 | PiliPinas Debates 2022 |
| ---------------------- | ---------------------- | --------------------------- | ---------------------- | ---------------------- | ---------------------- | ---------------------- | --------------------------- | ---------------------- | ---------------------- | ---------------------- | ---------------------- | ---------------------- | ---------------------- |
| 19 Mar                 | COMELEC                | Luchi Cruz-Valdez           | P                      | P                      | P                      | P                      | P                           | A                      | P                      | P                      | P                      | P                      | [ 13 ] [ 14 ]          |
| 3 Abr                  | COMELEC                | Ces Drilón                  | P                      | P                      | P                      | P                      | P                           | A                      | P                      | P                      | P                      | P                      | [ 15 ]                 |
| 1 May                  | COMELEC                | N/A                         | Cancelado              | Cancelado              | Cancelado              | Cancelado              | Cancelado                   | Cancelado              | Cancelado              | Cancelado              | Cancelado              | Cancelado              | [ 16 ] [ 17 ]          |
| Otros debates          |                        |                             |                        |                        |                        |                        |                             |                        |                        |                        |                        |                        |                        |
| 4 Feb                  | KBP                    | Karen Dávila y Rico Hizon   | NI                     | P                      | NI                     | P                      | NI                          | A                      | NI                     | P                      | P                      | P                      | [ 18 ] [ 19 ]          |
| 15 Feb                 | SMNI                   | Karen Jimeno                | P                      | P                      | P                      | A                      | A                           | P                      | A                      | A                      | A                      | A                      | [ 20 ]                 |
| 27 Feb                 | CNN Philippines        | Pia Hontiveros y Pinky Webb | P                      | P                      | P                      | P                      | P                           | A                      | P                      | P                      | P                      | P                      | [ 21 ]                 |
| 26 Mar                 | SMNI                   | Karen Jimeno                | P                      | P                      | P                      | A                      | A                           | P                      | P                      | A                      | A                      | A                      | [ 22 ]                 |
| 30 Abr                 | GMA                    | TBA                         | TBD                    | TBD                    | TBD                    | TBD                    | TBD                         | TBD                    | TBD                    | TBD                    | TBD                    | TBD                    | [ 23 ]                 |

### Vicepresidenciales
| Fecha                  | Organizador            | Moderador               | Candidatos             | Candidatos             | Candidatos             | Candidatos             | Candidatos             | Candidatos             | Candidatos             | Candidatos             | Candidatos               | Ref.                   |
| Fecha                  | Organizador            | Moderador               | Lito Atienza PROMDI    | Walden Bello PLM       | Rizalito David DPP     | Sara Duterte Lakas     | Manny SD López WPP     | Willie Ong Aksyon      | Kiko Pangilinan LP     | Tito Sotto NPC         | Carlos Serapio Katipunan | Ref.                   |
| PiliPinas Debates 2022 | PiliPinas Debates 2022 | PiliPinas Debates 2022  | PiliPinas Debates 2022 | PiliPinas Debates 2022 | PiliPinas Debates 2022 | PiliPinas Debates 2022 | PiliPinas Debates 2022 | PiliPinas Debates 2022 | PiliPinas Debates 2022 | PiliPinas Debates 2022 | PiliPinas Debates 2022   | PiliPinas Debates 2022 |
| ---------------------- | ---------------------- | ----------------------- | ---------------------- | ---------------------- | ---------------------- | ---------------------- | ---------------------- | ---------------------- | ---------------------- | ---------------------- | ------------------------ | ---------------------- |
| 20 Mar                 | COMELEC                | Ruth Cabal              | A                      | P                      | P                      | A                      | P                      | P                      | P                      | P                      | P                        | [ 24 ] [ 25 ]          |
| 30 Apr                 | COMELEC                | N/A                     | Cancelado              | Cancelado              | Cancelado              | Cancelado              | Cancelado              | Cancelado              | Cancelado              | Cancelado              | Cancelado                | [ 16 ]                 |
| Otros debates          |                        |                         |                        |                        |                        |                        |                        |                        |                        |                        |                          |                        |
| 22 Feb                 | SMNI                   | Karen Jimeno            | Cancelado              | Cancelado              | Cancelado              | Cancelado              | Cancelado              | Cancelado              | Cancelado              | Cancelado              | Cancelado                | [ 22 ]                 |
| 26 Feb                 | CNN Philippines        | Ruth Cabal y Rico Hizon | A                      | P                      | P                      | A                      | P                      | P                      | P                      | P                      | P                        | [ 21 ] [ 26 ]          |

## Encuestas

### Para presidente

#### Candidatos oficiales
| Encuesta      | Muestra | Fecha             | Bongbong Marcos PFP | Leni Robredo Ind. | Isko Moreno Aksyon | Manny Pacquiao PROMDI | Pánfilo Lacson Ind. | Ernesto Abella Ind. | Leody de Guzmán PLM | Norberto Gonzales PSDF | Faisal Mangondato Katipunan | José Montemayor Jr. DPP | Otros |   |   |   |   |
| ------------- | ------- | ----------------- | ------------------- | ----------------- | ------------------ | --------------------- | ------------------- | ------------------- | ------------------- | ---------------------- | --------------------------- | ----------------------- | ----- | - | - | - | - |
| Encuesta      | Muestra | Fecha             | Publicus Asia       | 1,500             | 19–21 Abr 2022     | 57                    | 21                  | 6                   | 2                   | 4                      | 1                           | 2                       | Otros | 0 | — | — | 0 |
| Laylo         | 3,000   | 14–20 Abr 2022    | 64                  | 21                | 5                  | 5                     | 2                   | —                   | —                   | —                      | —                           | —                       | 0.4   |   |   |   |   |
| MBC–DZRH      | 7,560   | 18–19 Abr 2022    | 52.9                | 24.3              | 8.2                | 5.8                   | 3.6                 | 0.1                 | 0.2                 | 0.1                    | 0.6                         | 0.3                     | —     |   |   |   |   |
| I&AC          | 2,440   | 4–15 Abr 2022     | 55                  | 18.5              | 11.75              | 6.5                   | 5                   | 0.375               | 1                   | 0.125                  | 0.375                       | 0.125                   | —     |   |   |   |   |
| OCTA          | 1,200   | 2–6 Abr 2022      | 57                  | 22                | 9                  | 7                     | 4                   | 1                   | 0.1                 | 0.001                  | 0.1                         | —                       | —     |   |   |   |   |
| Publicus Asia | 1,500   | 30 Mar-6 Abr 2022 | 56                  | 23                | 9                  | 2                     | 4                   | 1                   | —                   | —                      | —                           | —                       | —     |   |   |   |   |
| RMN–APCORE    | 2,400   | 1-4 Abr 2022      | 59                  | 20.7              | 8.3                | 4.2                   | 1.8                 | —                   | —                   | —                      | —                           | —                       | <1    |   |   |   |   |
| Laylo         | 3,000   | 15-22 Mar 2022    | 61                  | 19                | 9                  | 6                     | 2                   | —                   | —                   | —                      | —                           | —                       | —     |   |   |   |   |
| Pulse Asia    | 2,400   | 17-21 Mar 2022    | 56                  | 24                | 8                  | 6                     | 2                   | 0.1                 | 0.2                 | 0                      | 1                           | 0.5                     | —     |   |   |   |   |
| Publicus Asia | 1,500   | 9-14 Mar 2022     | 55.1                | 21                | 8.2                | 1.8                   | 4.2                 | 0.4                 | 0.7                 | 0.3                    | —                           | —                       | 0.1   |   |   |   |   |
| MBC–ZRH       | 7,566   | 12 Mar 2022       | 49.8                | 21.4              | 9.8                | 8                     | 4.7                 | 0.2                 | 0.5                 | 0.2                    | 1.2                         | 0.3                     | —     |   |   |   |   |
| RMN–APCORE    | 2,400   | 2-5 Mar 2022      | 55                  | 18                | 12                 | 5                     | 3                   | —                   | —                   | —                      | —                           | —                       | 2     |   |   |   |   |
| RP-MDF        | 10,000  | 22-28 Feb 2022    | 53                  | 25                | 11                 | 5                     | 4                   | —                   | —                   | —                      | —                           | —                       | —     |   |   |   |   |
| Pulse Asia    | 2,400   | 18–23 Feb 2022    | 60                  | 15                | 10                 | 8                     | 2                   | 0                   | 0.1                 | 0                      | 0.4                         | 0.1                     | —     |   |   |   |   |
| Laylo         | 3,000   | 14–21 Feb 2022    | 63                  | 17                | 7                  | 7                     | 3                   | —                   | —                   | —                      | —                           | —                       | —     |   |   |   |   |
| OCTA          | 1,200   | 12–17 Feb 2022    | 55                  | 15                | 11                 | 10                    | 3                   | —                   | —                   | —                      | —                           | —                       | —     |   |   |   |   |
| Publicus Asia | 1,500   | 11–16 Feb 2022    | 52.3                | 22.3              | 8.9                | 2.7                   | 3.3                 | 0.5                 | 0.7                 | —                      | —                           | —                       | 0.1   |   |   |   |   |
| I&AC          | 1,200   | 9–15 Feb 2022     | 53                  | 16.75             | 11.25              | 8.75                  | 8.25                | 0.25                | 1.13                | —                      | 0.13                        | 0.25                    | —     |   |   |   |   |

#### Inicio de la presentación de candidaturas
| Encuesta      | Muestra | Fecha             | Bongbong Marcos PFP | Leni Robredo Ind. | Isko Moreno Aksyon | Manny Pacquiao PROMDI | Pánfilo Lacson Reporma | Ernesto Abella Ind. | Leody de Guzmán PLM | Norberto Gonzales PSDF | Faisal Mangondato Katipunan | José Montemayor Jr. DPP | Bong Go PDDS | Antonio Parlade Jr. KDP | Otros |     |   |   |   |
| ------------- | ------- | ----------------- | ------------------- | ----------------- | ------------------ | --------------------- | ---------------------- | ------------------- | ------------------- | ---------------------- | --------------------------- | ----------------------- | ------------ | ----------------------- | ----- | --- | - | - | - |
| Encuesta      | Muestra | Fecha             | SWS                 | 1,200             | 28–31 Ene 2022     | 50                    | 19                     | 11                  | 11                  | 6                      | 0.04                        | 0.3                     | 0            | 0.04                    | Otros | 0.1 | — | — | — |
| RMN–APCORE    | 2,400   | 26–30 Ene 2022    | 57                  | 17                | 12                 | 4                     | 3                      | 0.3                 | 0.2                 | 0.2                    | —                           | —                       | —            | —                       | 0.0   |     |   |   |   |
| RP-MDF        | 10,000  | 22–30 Ene 2022    | 45.02               | 20.06             | 16.25              | 9.71                  | 8                      | 0.34                | —                   | —                      | —                           | —                       | —            | —                       | —     |     |   |   |   |
| Pulse Asia    | 2,400   | 19–24 Ene 2022    | 60                  | 16                | 8                  | 8                     | 4                      | 0.05                | 0.02                | 0                      | 0.3                         | 0                       | —            | —                       | —     |     |   |   |   |
| Laylo         | 3,000   | 10–26 Ene 2022    | 64                  | 16                | 7                  | 7                     | 4                      | 0.03                | 0                   | 0.1                    | —                           | 0.1                     | —            | —                       | —     |     |   |   |   |
| I&AC          | 2,000   | 10–16 Ene 2022    | 51                  | 11                | 14                 | 10                    | 8                      | 0.25                | 1                   | 0.25                   | —                           | —                       | —            | —                       | —     |     |   |   |   |
| MBC–DZRH      | 7,614   | 11–12 Dic 2021    | 49.2                | 16.2              | 10.4               | 8.2                   | 4.9                    | —                   | 0.3                 | —                      | —                           | —                       | 5.8          | 0.5                     | —     |     |   |   |   |
| OCTA          | 1,200   | 7–12 Dic 2021     | 54                  | 14                | 12                 | 10                    | 5                      | 0.02                | 0.001               | —                      | —                           | —                       | —            | —                       | —     |     |   |   |   |
| I&AC          | 1,200   | 6–12 Dic 2021     | 43                  | 12                | 11                 | 16                    | 13                     | 0.25                | 2                   | —                      | —                           | —                       | —            | —                       | —     |     |   |   |   |
| Publicus Asia | 1500    | 6–10 Dic 2021     | 51.9                | 20.2              | 7.9                | 2.3                   | 3.4                    | 0.5                 | —                   | —                      | —                           | —                       | 3.9          | —                       | 0.9   |     |   |   |   |
| RP-MDF        | 10,000  | 16–24 Nov 2021    | 23.94               | 15.1              | 21.78              | 15.94                 | 6.35                   | 0.1                 | —                   | —                      | —                           | —                       | 14.28        | —                       | —     |     |   |   |   |
| I&AC          | 1,200   | 16–20 Nov 2021    | 36.5                | 13                | 10.75              | 16.75                 | 12                     | 0.25                | 0.875               | —                      | —                           | —                       | 7.5          | 0.75                    | —     |     |   |   |   |
| Publicus Asia | 1,500   | 16–18 Nov 2021    | 56.7                | 15.4              | 6.9                | 3.0                   | 2.9                    | 0.4                 | 0.3                 | —                      | —                           | —                       | 4.1          | 0.1                     | 0.1   |     |   |   |   |
| RP-MDF        | 10 000  | 17—26 Oct 2021    | 23.10               | 18.31             | 25.39              | 17.88                 | 7.08                   | 0.81                | —                   | —                      | —                           | —                       | —            | —                       | —     |     |   |   |   |
| SWS           | 1100    | 20–23 Oct 2021    | 47                  | 18                | 13                 | 9                     | 5                      | —                   | —                   | —                      | —                           | —                       | —            | —                       | —     |     |   |   |   |
| Publicus Asia | 1500    | 11–18 Oct 2021    | 49.3                | 21.3              | 8.8                | 2.8                   | 2.9                    | 0.6                 | —                   | —                      | —                           | —                       | —            | —                       | 2.1   |     |   |   |   |
| I&AC          | 2400    | 27 Sep–8 Oct 2021 | 23.5                | 14                | 18                 | 19.75                 | 12.5                   | —                   | 3.3                 | —                      | —                           | —                       | —            | —                       | 1.3   |     |   |   |   |

#### Antes de la presentación de candidaturas
| Encuesta      | Muestra | Fecha             | Sara Duterte HNP | Bongbong Marcos PFP | Isko Moreno Aksyon | Leni Robredo Ind. | Manny Pacquiao PROMDI | Grace Poe Ind. | Pánfilo Lacson Reporma | Bong Go PDP—Laban | Jejomar Binay UNA | Alan Peter Cayetano NP | Richard J. Gordon Ind. | Antonio Carpio Ind. | Pantaleón Álvarez Reporma | Walden Bello Ind. | Gilberto Teodoro Lakas | Antonio Trillanes Magdalo | Otros |     |     |   |     |
| ------------- | ------- | ----------------- | ---------------- | ------------------- | ------------------ | ----------------- | --------------------- | -------------- | ---------------------- | ----------------- | ----------------- | ---------------------- | ---------------------- | ------------------- | ------------------------- | ----------------- | ---------------------- | ------------------------- | ----- | --- | --- | - | --- |
| Encuesta      | Muestra | Fecha             | Pulse Asia       | 2,400               | 6–11 Sep 2021      | 20                | 15                    | 13             | 8                      | 12                | 9                 | 6                      | 3                      | —                   | 4                         | —                 | —                      | —                         | Otros | 0.1 | 0.1 | 1 | 0.3 |
| MBC–DZRH      | 7,500   | 24–31 Jul 2021    | 25.4             | 17.7                | 11.2               | 8.3               | 10                    | 10             | 3.3                    | 3.5               | 2.8               | 2.1                    | 1                      | —                   | —                         | —                 | —                      | 1.6                       | —     |     |     |   |     |
| Publicus Asia | 1,500   | 13–19 Jul 2021    | 20.8             | 17.8                | 11.3               | 13.2              | 3.6                   | 5.1            | 2.9                    | 3.3               | 0.3               | 0.8                    | 0.8                    | 0.2                 | —                         | —                 | 1                      | —                         | 4.3   |     |     |   |     |
| OCTA Research | 1,200   | 12–18 Jul 2021    | 28               | 13                  | 11                 | 5                 | 10                    | 10             | 2                      | 4                 | 2                 | 5                      | 1                      | 0                   | —                         | —                 | —                      | 1                         | 3     |     |     |   |     |
| Pulse Asia    | 2,400   | 7–16 Jun 2021     | 28               | 13                  | 14                 | 6                 | 8                     | 10             | 4                      | 3                 | 2                 | 2                      | 0.3                    | 0.3                 | 0.1                       | —                 | 0.1                    | 2                         | 0.1   |     |     |   |     |
| Pulse Asia    | 2,400   | 22 Feb–3 Mar 2021 | 27               | 13                  | 12                 | 7                 | 11                    | 12             | 2                      | 5                 | 3                 | 2                      | 1                      | 0.2                 | —                         | —                 | 0.3                    | —                         | 0.1   |     |     |   |     |
| OCTA Research | 1,200   | 26 Ene–1 Feb 2021 | 22               | 12                  | 11                 | 5                 | 12                    | 13             | —                      | —                 | —                 | —                      | —                      | —                   | —                         | —                 | —                      | —                         | —     |     |     |   |     |
| Pulse Asia    | 2,400   | 23 Nov–2 Dic 2020 | 26               | 14                  | 12                 | 8                 | 10                    | 14             | 4                      | 4                 | —                 | 3                      | 0.2                    | 0.1                 | —                         | —                 | —                      | —                         | 1     |     |     |   |     |

### Para vicepresidente

#### Candidatos oficiales
| Encuesta      | Muestra | Fecha             | Sara Duterte Lakas | Kiko Pangilinan LP | Tito Sotto NPC | Willie Ong Aksyon | Lito Atienza PROMDI | Walden Bello PLM | Rizalito David DPP | Manny SD López WPP | Carlos Serapio Katipunan | Otros |
| ------------- | ------- | ----------------- | ------------------ | ------------------ | -------------- | ----------------- | ------------------- | ---------------- | ------------------ | ------------------ | ------------------------ | ----- |
| Encuesta      | Muestra | Fecha             |                    |                    |                |                   |                     |                  |                    |                    |                          | Otros |
| Publicus Asia | 1,500   | 19–21 Abr 2022    | 59                 | 15                 | 9              | 8                 | 1                   | 1                | —                  | —                  | 0                        | —     |
| MBC–DZRH      | 7,560   | 18–19 Abr 2022    | 54.2               | 15.1               | 16.9           | 6.6               | 1.1                 | 0.2              | 0.2                | 0.4                | 0                        | —     |
| I&AC          | 2,440   | 4–15 Abr 2022     | 50.5               | 8                  | 27.5           | 9                 | 2                   | 0.375            | 0.5                | 0                  | 0.125                    | —     |
| OCTA          | 1,200   | 2–6 Abr 2022      | 57                 | 12                 | 23             | 7                 | 0.7                 | 0.1              | 0.02               | 0.1                | 0                        | —     |
| Publicus Asia | 1,500   | 30 Mar-6 Abr 2022 | 58                 | 15                 | 11             | 9                 | 1                   | 1                | —                  | —                  | —                        | —     |
| RMN–APCORE    | 2,400   | 1-4 Abr 2022      | 57.3               | 12.8               | 17.4           | 4.8               | 1                   | —                | —                  | —                  | —                        | —     |
| Laylo         | 3,000   | 15-22 Abr 2022    | 60                 | 12                 | 17             | 7                 | 2                   | —                | —                  | —                  | —                        | —     |
| Pulse Asia    | 2,400   | 17-21 Abr 2022    | 56                 | 15                 | 20             | 5                 | 1                   | 0.1              | 0.01               | 0.3                | 0.01                     | —     |
| Publicus Asia | 1,500   | 9-14 Mar 2022     | 56.5               | 12.8               | 9.9            | 10.7              | 0.7                 | 0.9              | —                  | —                  | —                        | 0.3   |
| MBC–ZRH       | 7,566   | 12 Mar 2022       | 51.8               | 14.2               | 17.9           | 7.7               | 1.2                 | 0.3              | 0.5                | 0.5                | 0.7                      | —     |
| RMN–APCORE    | 2,400   | 2-5 Mar 2022      | 53                 | 12                 | 19             | 6                 | —                   | —                | —                  | —                  | —                        | 2     |
| RP-MDF        | 10,000  | 22-28 Feb 2022    | 58                 | 7                  | 29             | 4                 | 1                   | —                | —                  | —                  | —                        | —     |
| Pulse Asia    | 2,400   | 18–23 Feb 2022    | 53                 | 11                 | 24             | 6                 | 1                   | 0.1              | 0                  | 0.1                | 0.01                     | —     |
| Laylo         | 3,000   | 14–21 Feb 2022    | 60                 | 11                 | 19             | 4                 | 3                   | —                | —                  | —                  | —                        | —     |
| OCTA          | 1,200   | 12–17 Feb 2022    | 43                 | 10                 | 33             | 7                 | 1                   | 0                | 0                  | 0                  | 0.1                      | —     |
| Publicus Asia | 1,500   | 11–16 Feb 2022    | 53.5               | 13.7               | 9.2            | 12.6              | 1.3                 | 0.2              | —                  | —                  | —                        | 0.1   |
| I&AC          | 1,200   | 9–15 Feb 2022     | 54                 | 4                  | 25             | 11                | 2                   | 0.5              | —                  | —                  | —                        | —     |

#### Inicio de la presentación de candidaturas
| Encuesta      | Muestra | Fecha             | Sara Duterte Lakas | Tito Sotto NPC | Kiko Pangilinan LP | Willie Ong Aksyon | Lito Atienza PROMDI | Walden Bello PLM | Rizalito David DPP | Manny SD López WPP | Carlos Serapio Katipunan | Otros |
| ------------- | ------- | ----------------- | ------------------ | -------------- | ------------------ | ----------------- | ------------------- | ---------------- | ------------------ | ------------------ | ------------------------ | ----- |
| Encuesta      | Muestra | Fecha             |                    |                |                    |                   |                     |                  |                    |                    |                          | Otros |
| SWS           | 1,200   | 28–31 Ene 2022    | 44                 | 33             | 10                 | 7                 | 2                   | 0.3              | 0.04               | 1                  | 0.2                      | —     |
| RMN–APCORE    | 2,400   | 26–30 Ene 2022    | 45.3               | 26             | 9.9                | 7                 | 1.19                | 0.1              | —                  | —                  | —                        | —     |
| RP-MDF        | 10,000  | 22–30 Ene 2022    | 52.05              | 35.95          | 6.22               | 3.60              | 1.62                | —                | —                  | —                  | —                        | —     |
| Pulse Asia    | 2,400   | 19–24 Ene 2022    | 50                 | 29             | 11                 | 5                 | 1                   | 0.02             | 0.02               | 0.1                | 0.1                      | —     |
| Laylo         | 3,000   | 10–26 Ene 2022    | 60                 | 19             | 9                  | 5                 | 1                   | —                | —                  | —                  | —                        | —     |
| I&AC          | 2,000   | 10–16 Ene 2022    | 54                 | 25             | 9                  | 6                 | 3                   | 1.5              | —                  | —                  | —                        | —     |
| MBC–DZRH      | 7614    | 11–12 Dic 2021    | 50.5               | 20.7           | 10.2               | 8.4               | 2.2                 | 0.9              | —                  | —                  | —                        | —     |
| OCTA          | 1,200   | 7–12 Dic 2021     | 50                 | 33             | 9                  | 4                 | 1                   | 0.7              | —                  | —                  | —                        | —     |
| I&AC          | 1,200   | 6–12 Dic 2021     | 36                 | 44             | 8                  | 4                 | 5                   | 1                | —                  | —                  | —                        | —     |
| Publicus Asia | 1500    | 6–10 Dic 2021     | 54.8               | 11.0           | 9.7                | 11.2              | 1.5                 | 0.7              | —                  | —                  | —                        | 0.1   |
| RP-MDF        | 10 000  | 16–24 Nov 2021    | 44.88              | 33.2           | 11.34              | 6.96              | 2.11                | —                | —                  | —                  | —                        | —     |
| I&AC          | 1200    | 16–20 Nov 2021    | 30                 | 43             | 11                 | 10                | 3                   | 1                | —                  | —                  | —                        | —     |
| Publicus Asia | 1500    | 16–18 Nov 2021    | 54.4               | 10.1           | 9                  | 8.9               | 1.3                 | 0.4              | —                  | —                  | —                        | 0.3   |
| RP-MDF        | 10 000  | 17–26 Oct 2021    | 33.11              | 26.87          | 11.13              | 8.9               | 2.15                | —                | —                  | —                  | —                        | —     |
| SWS           | 1200    | 20–23 Oct 2021    | 25                 | 44             | 13                 | 13                | 3                   | —                | —                  | —                  | —                        | —     |
| Publicus Asia | 1500    | 11–18 Oct 2021    | —                  | 17.3           | 12.3               | 19                | 2.6                 | —                | —                  | —                  | —                        | 2     |
| I&AC          | 2400    | 27 Sep–8 Oct 2021 | —                  | 44             | 18                 | 8                 | 8.5                 | —                | —                  | —                  | —                        | —     |

#### Antes de la presentación de candidaturas
| Encuesta      | Muestra | Fecha              | Rodrigo Duterte PDP–Laban | Isko Moreno Aksyon | Sara Duterte HNP | Tito Sotto NPC | Bongbong Marcos PFP | Grace Poe Ind. | Alan Peter Cayetano NP | Manny Pacquiao PROMDI | Bong Go PDP–Laban | Chiz Escudero NPC | Willie Revillame Ind. | Sonny Angara LDP | Antonio Trillanes Magdalo | Mark Villar NP | Chel Diokno LP | Pantaleón Álvarez Reporma | Gilbert Teodoro Lakas | Otros |   |   |     |     |
| ------------- | ------- | ------------------ | ------------------------- | ------------------ | ---------------- | -------------- | ------------------- | -------------- | ---------------------- | --------------------- | ----------------- | ----------------- | --------------------- | ---------------- | ------------------------- | -------------- | -------------- | ------------------------- | --------------------- | ----- | - | - | --- | --- |
| Encuesta      | Muestra | Fecha              | Pulse Asia                | 2,400              | 6–11 Sep 2021    | 14             | 12                  | —              | 25                     | 12                    | —                 | 6                 | 7                     | 7                | —                         | 4              | 2              | 2                         | 2                     | Otros | 1 | — | 0.5 | 0.1 |
| MBC–DZRH      | 7,500   | 24–31 Jul 2021     | 15.6                      | 10.5               | 10.5             | 9.3            | 10.8                | 10.8           | 5                      | 6.5                   | 4.9               | 5.3               | —                     | 1.5              | —                         | 2.5            | —              | —                         | 0.6                   | 4.1   |   |   |     |     |
| OCTA Research | 1,200   | 12–18 Jul 2021     | 18                        | 11                 | —                | 7              | 9                   | 10             | 10                     | 6                     | 4                 | 5                 | —                     | —                | 2                         | 1              | 1              | —                         | 0                     | 9     |   |   |     |     |
| Pulse Asia    | 2,400   | 7–16 Jun 2021      | 18                        | 14                 | 0.03             | 10             | 10                  | —              | 8                      | 9                     | 5                 | 7                 | 4                     | 3                | 2                         | 2              | 0.2            | 0.3                       | 1                     | 0.1   |   |   |     |     |
| Pulse Asia    | 2,400   | 22 Feb–3 Mar, 2021 | —                         | 16                 | 15               | 11             | 11                  | —              | 7                      | 15                    | 9                 | 7                 | —                     | 3                | —                         | 3              | 1              | —                         | 0.5                   | 0.1   |   |   |     |     |
| OCTA Research | 1,200   | 26 Ene–1 Feb 2021  | —                         | 11                 | 14               | —              | —                   | 10             | —                      | 11                    | —                 | —                 | —                     | —                | —                         | —              | —              | —                         | —                     | —     |   |   |     |     |
| Pulse Asia    | 2,400   | 23 Nov–2 Dic 2020  | —                         | 17                 | 16               | 14             | 11                  | —              | 5                      | 11                    | 9                 | 6                 | —                     | 2                | —                         | 2              | 2              | —                         | —                     | 1     |   |   |     |     |

## Resultados

### Resultados presidenciales
|  | 58.77 % |

|  | 27.94 % |

|  | 6.81 % |

|  | 3.59 % |

|  | 1.66 % |

|  | 0.56 % |

|  | 0.21 % |

|  | 0.17 % |

|  | 0.17 % |

|  | 0.11 % |

|  | 95.94 % |

|  | 4.06 % |

|  | 100 % |

|  | 83.07 % |

### Resultados vicepresidenciales
|  | 61.53 % |

|  | 17.82 % |

|  | 15.76 % |

|  | 3.59 % |

|  | 0.52 % |

|  | 0.31 % |

|  | 0.19 % |

|  | 0.17 % |

|  | 0.11 % |

|  | 93.32 % |

|  | 6.68 % |

|  | 100 % |

|  | 83.07 % |

## Nota
1. ↑  El Partido Reforma nombró originalmente a Pánfilo Lacson como su candidato hasta el 24 de marzo de 2022, cuando anunció apoyo a Robredo
2. ↑  Si bien Lacson ahora se postulará como candidato independiente, Reforma continúa respaldando a su compañero de fórmula Tito Sotto como su candidato a vicepresidente y seguirá apareciendo en las boletas electorales como el partido de Lacson